# Ichneumon femorator
Ichneumon femorator är en stekelart som beskrevs av Kirby 1802. Ichneumon femorator ingår i släktet Ichneumon och familjen brokparasitsteklar. Inga underarter finns listade i Catalogue of Life.